# Jean Mugiraneza
Jean-Baptiste Mugiraneza (ur. 17 lutego 1991 w Kigali) – rwandyjski piłkarz grający na pozycji napastnika w tamtejszym klubie Police FC, reprezentant Rwandy.

## Kariera klubowa
Mugiraneza karierę klubową rozpoczął w 2003 roku w grającym w I lidze rwandyjskiej La Jeunesse FC. W 2006 przeszedł do SC Kiyovu Sport. Z tym klubem jednak nie osiągnął znaczących sukcesów. W 2007 roku przeniósł się do obecnie najlepszej drużyny w kraju APR FC. Z tą drużyną wywalczył sześć mistrzostw Rwandy oraz pięć Pucharów Rwandy. W latach 2015–2017 grał w tanzańskim Azam FC, a w 2017 w kenijskim Gor Mahia, z którym został mistrzem Kenii. W latach 2017–2019 ponownie grał w APR FC, z którym został mistrzem kraju. W latach 2019–2022 był piłkarzem tanzańskiego Kinondoni Municipal Council FC. W 2022 przeszedł do Police FC.

## Kariera reprezentacyjna
W reprezentacji Rwandy Mugiraneza zadebiutował w 2007 roku. Rok później strzelił swoją pierwszą bramkę dla reprezentacji Rwandy. Obecnie w reprezentacji Rwandy jest jednym z bardziej doświadczonych piłkarzy. Dla reprezentacji Rwandy strzelił 5 bramek w 77 meczach.